# Weliki Preslaw

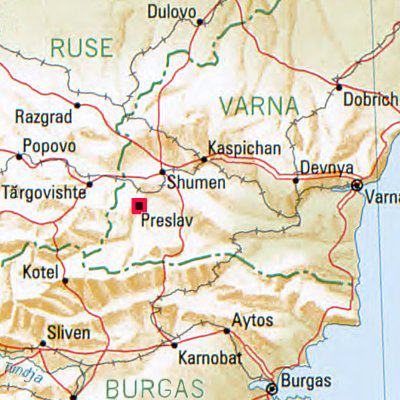
Preslaw (rotes Viereck) – Bulgarien – Nachbarorte: Schumen, Targowischte

Weliki Preslaw [vɛˈliki prɛsˈɫaf] (gebräuchliche Transliteration Veliki Preslav, bulgarisch Велики Преслав) ist eine Stadt in Ostbulgarien, in der Oblast Schumen, unweit von Schumen. Nach Schumen und Nowi Pasar ist es die drittgrößte Stadt in der Oblast. Weliki Preslaw ist das administrative Zentrum der gleichnamigen Gemeinde. Die Stadt ist eines der 100 nationalen touristischen Objekte in Bulgarien.

## Geographie
Weliki Preslaw liegt im zentralen Teil Nordostbulgariens, im Übergang der Ludogorie-Ebene zum Vorbalkangebirge. Die Region Ludogorie liegt in der Donautiefebene, welche durch ein typisches ebenes bzw. leicht hügliges Erscheinungsbild gekennzeichnet ist.
In der Nähe der Stadt Weliki Preslaw befinden sich die Naturreservate Patlejna (bulg. Патлейна) und Derwischa (bulg. Дервиша). Dort kann man unter anderem die für Nordbulgarien einzigartigen Knotenblumen beobachten.
Fast 30 % der gesamten Fläche der Gemeinde Weliki Preslaw ist durch Laub- und Nadelwälder besetzt.

## Gliederung

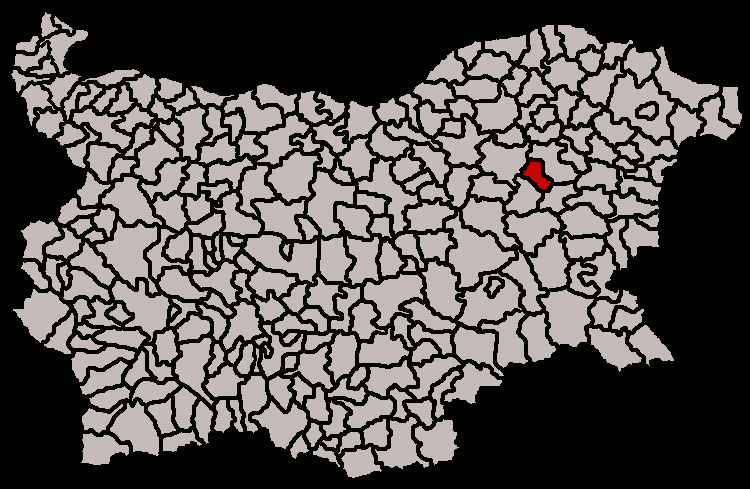
Lage der Gemeinde in Bulgarien

### Stadtgliederung
Die Stadt gliedert sich in zwei Bezirke Zentrum und Kirkowo ein.

### Gemeindegliederung
Zur Gemeinde Weliki Preslaw (bulg. Община Велики Преслав) gehören neben der Stadt Weliki Preslaw noch die folgenden Ortschaften:
| Dragoewo   | Imrentschewo | Kotschowo | Milanowo |
| Mokresch   | Mostisch     | Osmar     | Slatar   |
| Sucha reka | Troiza       | Chan Krum |          |

## Bevölkerung
Die Bulgaren stellen mit 65 % die Bevölkerungsmehrheit in der Gemeinde. Neben ihr leben noch eine türkische Minderheit, die mit ihren 24 % hier eine der größten im Land (Landesdurchschnitt 9 %) ist und eine Minderheit der Sinti und Roma (ca. 8,4 %). In der Gemeinde lebt auch eine geringe Anzahl (unter 1 %) an Russen, Walachen und Armeniern. 19 % der Gemeindebevölkerung sind Kinder unter 18 Jahre.

## Name
Bis 1878, dem Ende der osmanischen Herrschaft über Bulgarien, trug die Stadt neben dem bulgarischen auch den türkischen Namen Eski Stamboluk (Altes Istanbul von eski = alt). Seit 1883 ist Preslaw eine Stadt und seit 1993 trägt sie den Namen Weliki Preslaw.

## Geschichte
Die heute eher unbedeutende Kleinstadt Weliki Preslaw war unter dem Namen Preslaw von 893 bis ca. 972 Hauptstadt des ersten Bulgarischen Reiches, das im Frühmittelalter den europäischen Südosten dominierte. Die ersten Hinweise von einer Besiedelung der Stadt stammen von Thrakern aus dem 13.–14. Jahrhundert v. Chr.
Die Stadt geht auf eine slawische Siedlung zurück. Um 678 verbündeten sich die in Moesia lebenden slawischen Stämme mit den Urbulgaren und gründeten, als Nachfolger des Großbulgarischen Reichs, das erste bulgarische Reich. Preslaw entwickelte sich zu einem Zentrum von strategischer Bedeutung mit einer ständigen militärischen Präsenz, das als Drehscheibe der alten römischen Straßen von Westen nach Osten und von Nord Richtung Süden diente. In dieser Zeit blieb die Stadt jedoch slawisch geprägt.
Die bulgarischen Herrscher Khan Krum und seinem Sohn Omurtag befestigten und bauten Preslaw aus, um den Warbizapass im Balkangebirge abzusichern, über den die Byzantiner mehrmals in Bulgarien eingefallen waren (siehe Schlacht am Pass von Warbiza). Preslaw wurde zum Sitz des Itschirgu-Boils, Verwalter der Hauptstadt und Befehlshaber der hauptstädtischen Garnison.
893 wurde der Hauptstadtsitz des bulgarischen Reiches nach einem Aufstand der alten Eliten gegen die Christianisierung des Landes in der nahegelegenen Stadt Pliska von Zar Simeon dem Großen nach Preslaw verlegt. Als Hauptstadt eines Reiches, das den größten Teil der Balkanhalbinsel umfasste, erlebte die Stadt ihre Blütezeit, in der sie sich im bulgarischen Reich neben Ohrid (→Schule von Ohrid) zu einem Zentrum der altkirchenslawischen Schriftkultur entwickelte (siehe auch Schule von Preslaw), aber nie die Größe der alten Hauptstadt erreichte. Neben den großangelegten Herrscherpalästen mit ihren Stiften wurde 927, als Preslaw Sitz des Patriarchen der unabhängigen bulgarisch-orthodoxen Kirche wurde, ein Patriarchenpalast erbaut. Bei ihrem Bau verwendete man für die Ausschmückung der Ornamente der Marmorsäulen und Kapitellen neben Farbe auch Glas und Gold. Die Wände, Böden und Decken waren nach byzantinischem Vorbild mit Mosaiken verziert.
Am Hofe der bulgarischen Zaren in Preslaw entstand nach heutiger Auffassung um die Mitte des 10. Jahrhunderts das kyrillische Alphabet. Eine Urheberschaft der Slawenapostel Kyrill und Method, die ein Jahrhundert früher lebten, kann somit ausgeschlossen werden. Der Ausbau der Stadt wurde auch nach dem Tode des Zaren Simeon durch seinen Sohn Zar Petar I. fortgesetzt, der einen 50-jährigen Frieden mit Byzanz aushandelte.

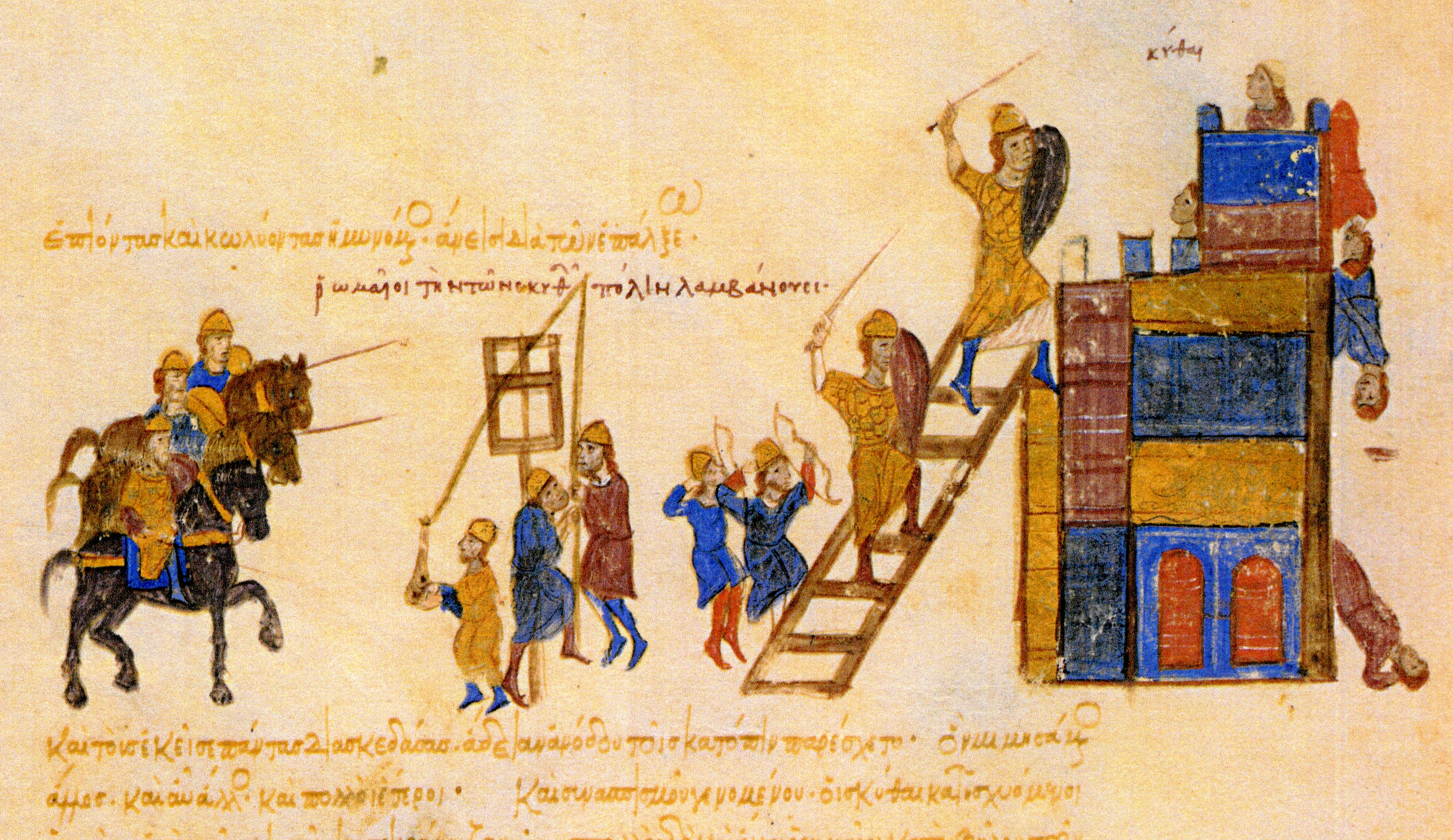
Byzantinische Truppen greifen Preslaw an (Skylitzes Matritensis)

Um 970 wurde die Stadt nach der Besetzung durch den Kiewer Fürsten Swjatoslaw I. und den Warägern geplündert und zur Hauptstadt der Kiewer Rus. Die Hauptstadt des bulgarischen Reiches wurde in den westlichen Teil des Staates, nach Ohrid verlegt. 972 wurde jedoch Preslaw von der Armee des byzantinischen Kaisers Johannes I. Tzimiskes eingenommen und niedergebrannt. Der größte Teil der Simeonbibliothek wurde jedoch nach Konstantinopel geschafft.
Im Zweiten Bulgarischen Reich (1189–1396) wurde die Stadt erneut als Militärlager mit strategischer Bedeutung genutzt. Als neue Hauptstadt wurde jedoch das mitten im Balkangebirge liegende Weliko Tarnowo gewählt. Im Tatarensturm um 1270 verließen die letzten Einwohner die Festung und gründeten zwei Kilometer nördlich die neue Stadt Weliki Preslaw.
Die Festung wurde 1388 endgültig von den anrückenden Osmanen zerstört. Auch die nahegelegene neue Stadt wurde dabei zerstört. Die Stadt konnte sich nur schwer davon erholen. Die wieder ausgegrabenen Ruinen der Stadt befinden sich in einem archäologischen Park nahe der heutigen Stadt.
1808 wurde die Kirche der „Hl. Apostel Petrus und Paulis“ (bulg. Св. апостоли Петър и Павел) gebaut. 1874 wurde das Tschitalischte (Kulturhaus) „Razwitie“ (bulg. Развитие, zu dt. Entwicklung) gegründet, in dem heute mehrere Gesang-, Tanz- und Spielvereine sowie die Stadtbibliothek beheimatet sind. Vier Jahre später wurde Preslaw im Zuge des „Russisch-Türkischen Befreiungskriegs“ von 1877/78 von der osmanisch-türkischen Herrschaft befreit.
Seit 2004 ist die Stadt Namensgeber für den Preslav Crag, einen Berg auf der Livingston-Insel in der Antarktis.

## Sehenswürdigkeiten

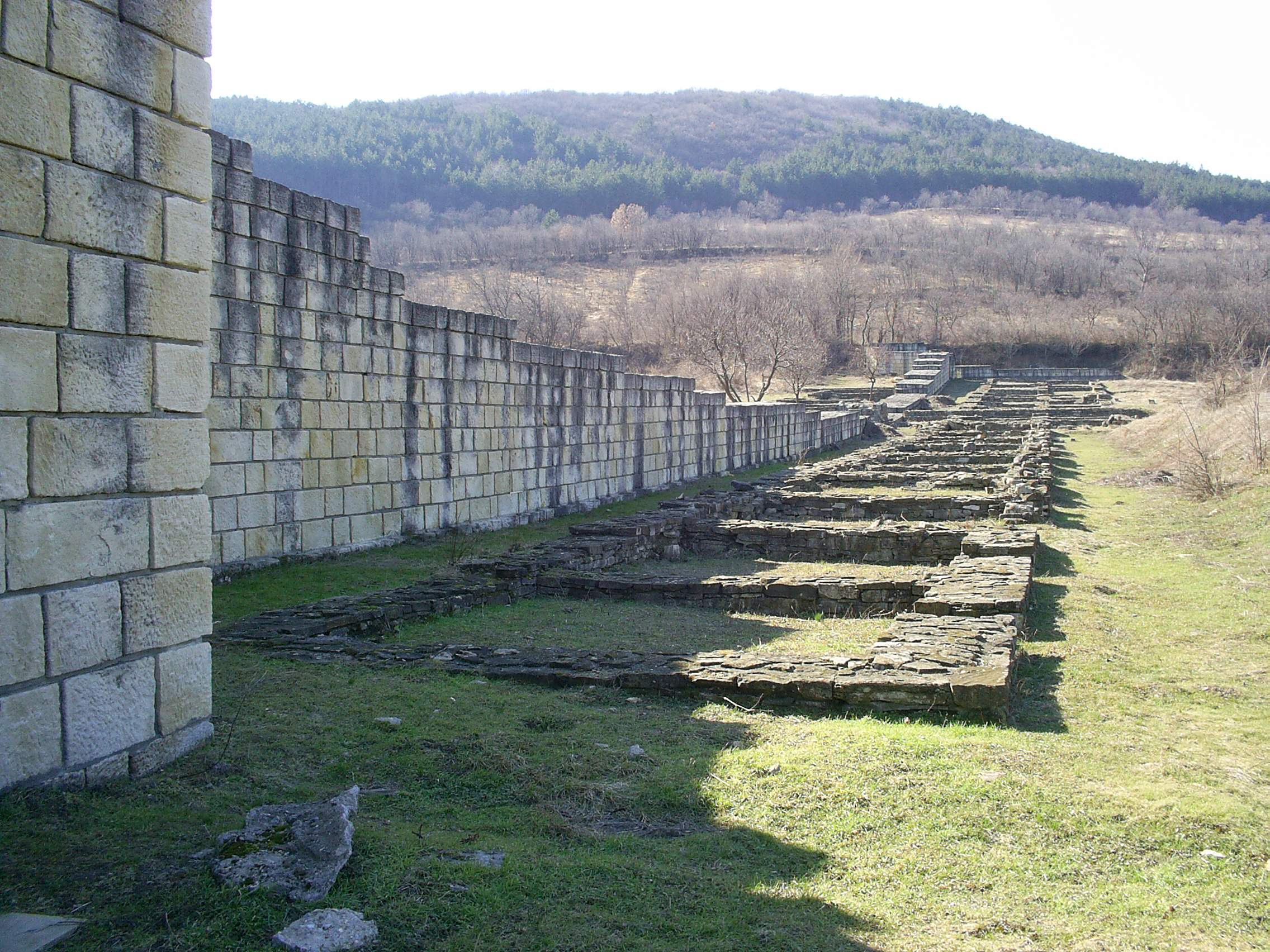
Mauern und Ruinen von Preslaw

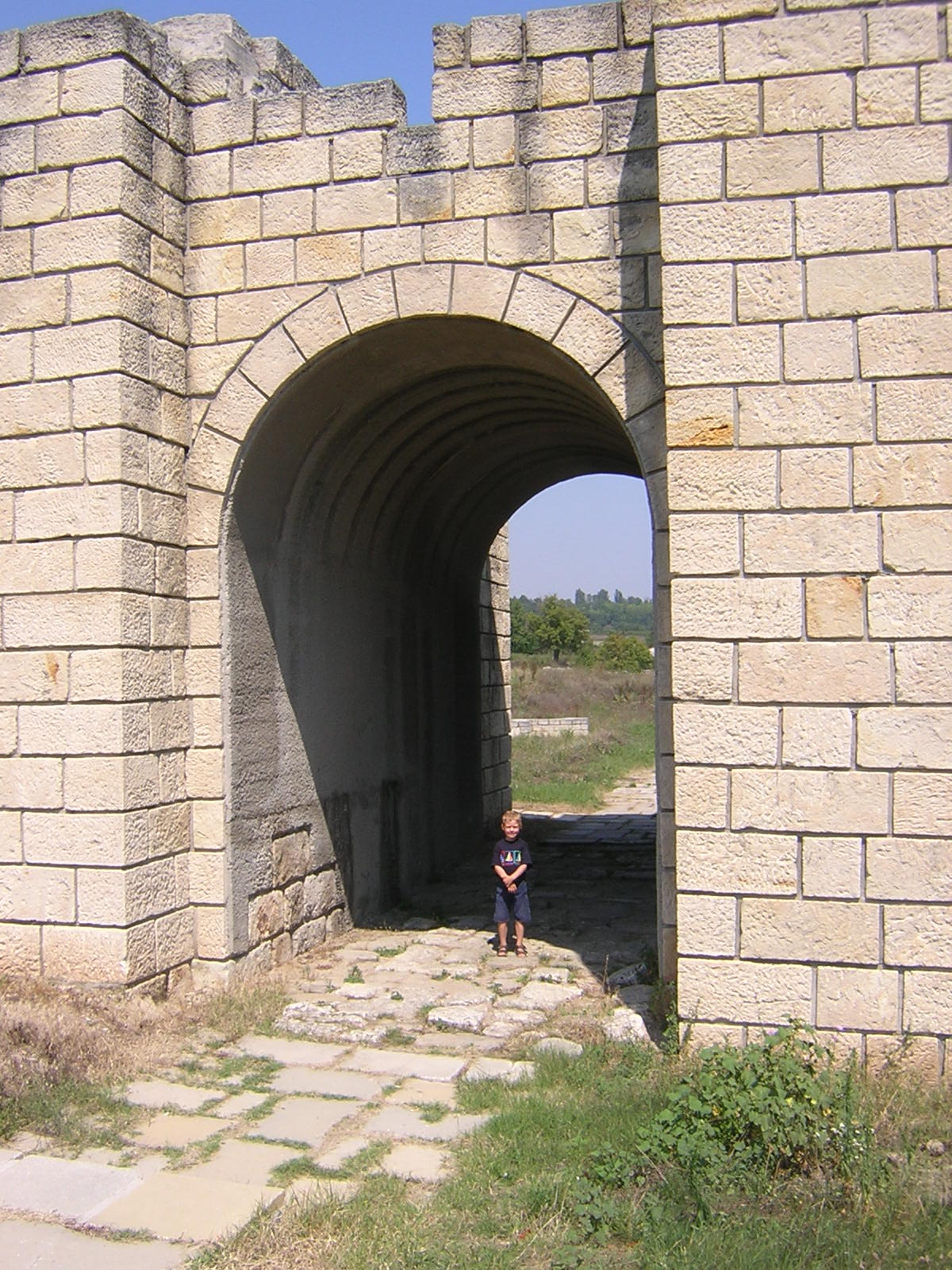
Rekonstruiertes Stadttor von Preslaw

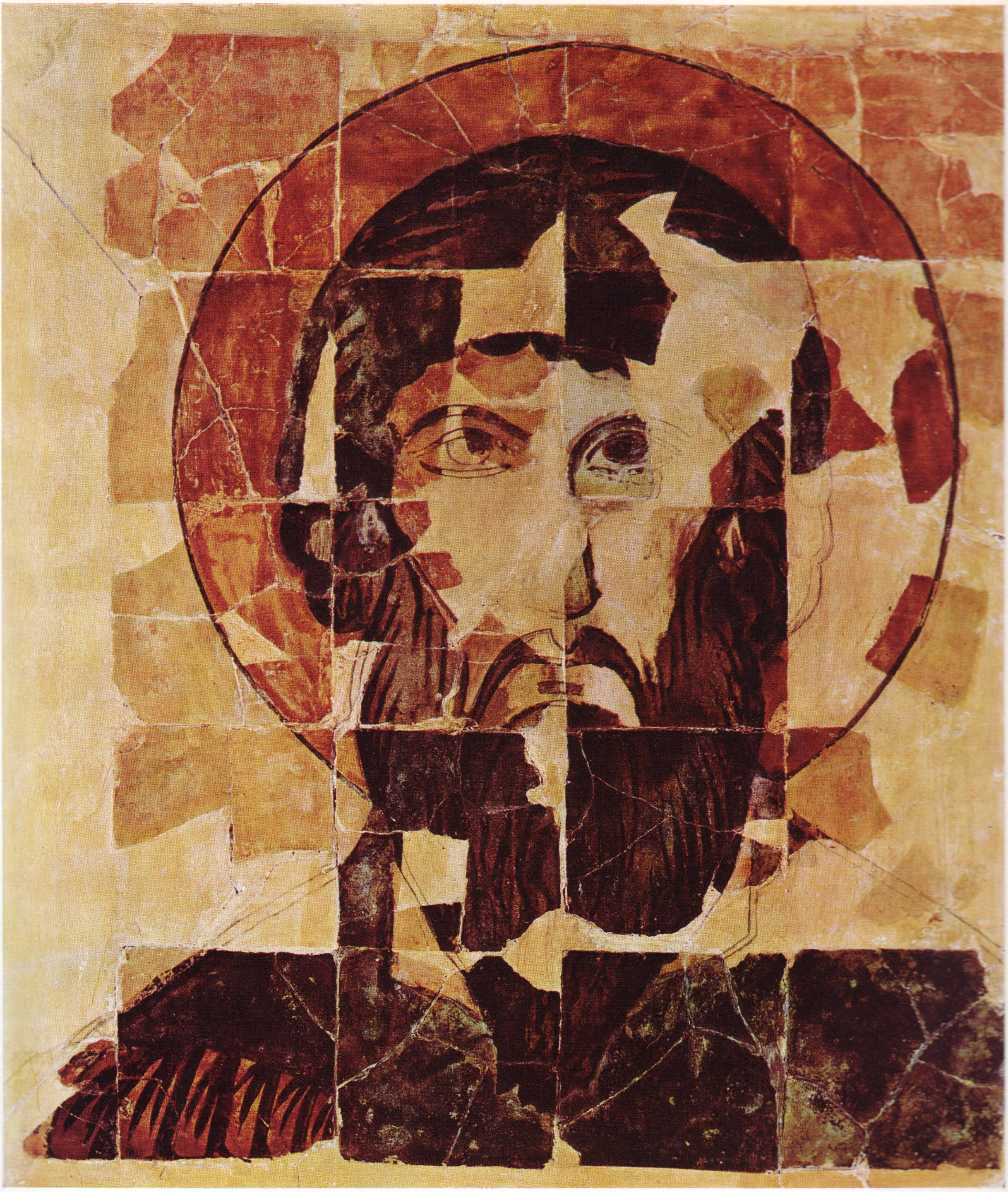
Ikone von Theodor Stratelates in der Preslawer Keramik gefasst

Neben den Ruinen der mittelalterlichen bulgarischen Hauptstadt, die im historisch-archäologischen Reservat „Weliki Preslaw“ zusammengefasst sind, existiert eine Kunstgalerie, sowie mehrere Kirchen aus der Zeit der bulgarischen Nationalen Wiedergeburt.

### Das Archäologische Museum
Das Archäologische Museum befindet sich im Areal der ehemaligen Festung. Das Museum beherbergt mehr als 35.000 Funde aus dem nah gelegenen über 500 ha große Hauptstadtareal und wurde bereits 1904 errichtet. Hier sind mehrere Schätze ausgestellte, unter anderem auch Teile des berühmten Preslawer Goldschatzes aus der Mitte des 10. Jahrhunderts. Auch die für die Kunst des Ersten Bulgarischen Reichs typische Preslawer Keramik und eine der größten Sammlungen byzantinische Staatssiegel sind hier zu besichtigen.

### Kloster des Heiligen Panteleimon
Etwa 6 km südlich der heutigen Stadt, oberhalb der alten Festung befindet sich das Kloster des Heiligen Panteleimon (bulg. Свети Пантелеймон) in der Gegend Patlejna. Die großangelegte Klosteranlage wurde im 9. Jahrhundert gebaut und im 12. Jahrhundert zerstört. Die Ruinen des Zarenklosters werden von Archäologen freigelegt. Die Historiker vermuten hier die im Mittelalter berühmte Schule von Preslaw, die unter anderem das Kyrillische Alphabet entwickelte. Hier soll sich Simeon der Große nach seiner Ausbildung in Byzanz zurückgezogen haben und literarischen Tätigkeiten nachgegangen sein, bevor man ihn 893 im Konzil von Pliska zum Herrscher Bulgariens wählte.
Hier soll ebenfalls sein Vater Knjaz Boris, als er seine Herrschaft niederlegte, eingetreten sein. Knjaz Boris verstarb im Kloster am 2. Mai 907. Hier im Kloster wurde bei Ausgrabungen die berühmte Keramikikone des Heiligen Theodor Stratelates gefunden.

## Regelmäßige Veranstaltungen
Am 24. Mai ist der Feiertag der Stadt Weliki Preslaw. Am 28. Juni findet ein Folklore- und Volksfest statt.